# Rafael Adam i Baiges
Rafael Adam i Baiges (* 10. Oktober 1886 in Valls, Spanien; † 10. Oktober 1952 in Barcelona) war ein spanisch-katalanischer Komponist.

## Leben
Rafael Adam i Baiges lebte die meiste die Zeit seines Lebens in Barcelona. Viele seiner Werke wurden dort uraufgeführt. Er war als Komponist Mitglied der Sociedad General de Autores de Espana. Er heiratete die Tänzerin Jesusa García, genannt La Bilbaina, mit der er zwei Töchter hatte. In Barcelona wurden alle seine Bühnenwerke aufgeführt. 1952 starb er an Magenkrebs.

## Werke (Auswahl)
Sein populärstes Stücke ist der Fado Blanquita aus dem Jahr 1918, der Blanquita Suárez (1894–1983) bekannt gemacht wurde.

### Bühnenwerke
- El gachó del arpa, Opereta, Libretto: Alberto A. Cienfuegos, Paco Torres en Martin
- La reina del barrio chino. Zarzuela dramatica. Libretto: Rafael Salanova, Pedro Luis de Galvez, Alberto A. Cienfuegos.        Uraufführung im Teatro Apolo Barcelona 16. September 1927

### Sonstiges
- Blanquita. Fado für Gesang und Klavier, der Sängerin Blanquita Suarez gewidmet, 1918[Digitalisat 1]
- Casos raros, Couplets, Text: Copérnico Olver, Academia Artística, Barcelona, 1912[2]
- De seis a siete, Text: Álvaro Retana, um 1915

- El miureño, Pasodoble español, Musik: Rafael Adam und  J. Soriano Martín
- El mocito torero. Pasodoble, Text: Ginés Miralles (1890–1979), Garrofé, Barcelona, 1931

- Flores llevo, Pregón andaluz
- Hispano tirana[Einspielungen 1]
- La flor de Bohio OCLC 960402524
- La gitanilla, Cancion, Tonadilla española, Text: Manuel Rosas, Academia Artística, Barcelona, um 1912, eingespielt von Raquel Meller mit Orchester, um 1912 beim Label International Talking Machine Co. m.b.H.
- La remilletera für Gesang und Klavier, Text: Manuel Rosas, Casa Dotesio, Barcelona, 1912
- La Regina für Gesang und Klavier. Sardana. Zusammen mit Juan Costa komponiert
- La reina del Barrio Chino
- La viuda cañón
- Pepa Lengüilla, Libretto: Currito y Galvez OCLC 435776993
- ¡Qué dirá!
- Viva Alfonso XIII., Marsch, 1910[3]
- Yo he nacido sevillana für Gesang und Klavier, 1922[Einspielungen 2]

## Einspielungen
1. ↑  Hispano tirana  in der Biblioteca Digital Hispánica
2. ↑  Yo he nacido sevillana  in der Biblioteca Digital Hispánica

## Digitalisate
1. ↑  Fado Blanquita.  als Digitalisat in der Biblioteca Digital Hispánica